# Transportförbudet
Transportförbudet var den möjlighet som i äldre tryckfrihetsförordning gavs regeringen att visserligen inte förbjuda viss skrift, men att förbjuda skriftens spridning med posten, SJ och privata trafikföretag samt att säljas i kiosker och butiker. 
Transportförbudet användes under andra världskriget från mars 1940 till oktober 1943 mot skrifter som "genom att åsidosätta hänsynen till landets yttre och inre säkerhet allvarligt förbrutit sig mot tryckfriheten". Sex tidningar drabbades: Sveriges kommunistiska partis tidningar Arbetartidningen i Göteborg, Ny Dag, Norrskensflamman, Sydsvenska Kuriren och dess edition Kalmar Läns-Kuriren. Även nazistiska Sverige Fritt och även antinazistiska Trots allt!.